# خريدة القصر وجريدة العصر
خريدة القصر وجريدة العصر هو كتاب أدبي يقع في 21 مجلدًا، ترجم فيه مؤلفه عماد الدين الأصفهاني لشعراء عدة في القرنين الخامس والسادس الهجريين.

## استيحاء فكرة الكتاب
ذيل عماد الدين الأصفهاني كتابه، كما يقول ابن خلكان على كتاب زينة الدهر لأبي المعالي الحظيري، الذي وضع كتابه ذيلا على دمية القصر للباخرزي، والتي هي ذيل يتيمة الدهر للثعالبي. واليتيمة ذيل على كتاب البارع لهارون بن علي المنجم.

## هدف الكتاب
جمع العماد في الخريدة كما يقول، طبقته وطبقة آبائه وأعمامه (السالف الماضي والحاضر النامي). ولم يقتصر فيه على قطر من الأقطار. وكان باعثه على تأليفه: جمع ما مُدِحَ به عمُّه أبو النصر أحمد بن حامد الأصفهاني، وتخليد مادحيه من الشعراء، إلا أنه تجاوز هذا الباعث ليشمل عمله تراجم شعراء القرنين الخامس والسادس الهجريين.

## طبعة الكتاب
طبعت أقسام من الكتاب، في فترات متباعدة، من جهات مختلفة، حيث اعتنى كل من المصريين والشاميين والعراقيين والإيرانيين بإخراج القسم المخصص لشعراء بلدانهم من كتاب الخريدة.
- فنشر القسم المصري منه سنة 1951م بعناية أحمد أمين ود. شوقي ضيف ود. إحسان عباس.
- نشر القسم العراقي سنة 1955م بعناية محمد بهجت الأثري، عدا الجزء المتعلق بشعراء نجد، الذي صدر مؤخراً في جزء مستقل في بغداد.
- نشر القسم الشامي والحجازي واليمني والعجمي بتحقيق الأستاذ شكري فيصل في أربعة أجزاء سنة 1955م فما بعد
- نشر القسم المغربي (تونس، والجزائر، والمغرب الأقصى، وصقلية والأندلس) منذ سنة 1967م بعناية المرزوقي والعروسي والجيلاتي.
- آخر ما نشر منه قسم شعراء فارس في ثلاث مجلدات، في طهران عام 2000م، بتحقيق د.عدنان محمد آل طعمة.

### نسخه القديمة
ولكتاب الخريدة نسخ في عدة مكتبات في العالم، إلا أن واحدة منها لم تخل من النقص، وتعتبر نسخة المكتبة الوطنية بباريس أكمل هذه النسخ، ويتصدر القسم الرابع تعريف به، باللغة اللاتينية، كتب سنة 1732م بقلم (جوزيف أسكاري) وعلى النسخة تملكات، أقدمها: سنة 976هـ وللخريدة ذيل مطبوع، من تأليف العماد أيضاً سماه (السيل والذيل) قال ابن خلكان، في ترجمة يحيى بن نزار: (فلما كان في أوائل سنة 672هـ وقفت بالقاهرة المحروسة على مجلد من كتاب (السيل والذيل)...إلخ).